# Le Petit Locataire
Le Petit Locataire is een Franse komische film uit 2016, geregisseerd door Nadège Loiseau. De film ging op 28 augustus in première op het Festival du film francophone d'Angoulême.

## Verhaal
De 49-jarige Nicole is zwanger. Heel haar familie heeft er een eigen mening over, sommigen vinden het een catastrofe en voor anderen betekent dit goed nieuws.

## Rolverdeling
| Acteur            | Personage                       |
| ----------------- | ------------------------------- |
| Karin Viard       | Nicole                          |
| Philippe Rebbot   | Jean-Pierre                     |
| Hélène Vincent    | Mamilette, de moeder van Nicole |
| Manon Kneusé      | Arielle                         |
| Antoine Bertrand  | Toussaint                       |
| Stella Fenouillet | Zoé                             |
| Raphaël Ferret    | Vincent                         |
| Côme Levin        | Damien                          |